# Danica Jovanović
Danica Jovanović cyr. Даница Јовановић (ur. 4 stycznia 1886 w Bešce, zm. 12 września 1914 w Petrovaradinie) – serbska malarka.

## Życiorys
Była jednym z pięciorga dzieci Krsty Jovanovicia i Milevy z d. Bajić. W rodzinnej miejscowości ukończyła trzyklasową szkołę powszechną. Pod wpływem studenta malarstwa Stevana Aleksicia, który przyjechał do Beški zdecydowała się kontynuować naukę. W latach 1903–1907 uczyła się w szkole dla dziewcząt w Nowym Sadzie. W szkole jej talent do rysunku odkryła nauczycielka Anđelija Sandić. Dzięki jej wsparciu Danica kontynuowała naukę w Szkole Rzemiosła Artystycznego w Belgradzie, którą ukończyła w roku 1909. Początkowo jej naukę wspierali finansowo mieszkańcy Beški, a następnie uzyskała stypendium gminy Petrovaradin. W 1914 ukończyła studia artystyczne w Monachium i otrzymała uprawnienia do wykonywania zawodu nauczycielki malarstwa i rysunku. W Monachium działała w serbskim stowarzyszeniu patriotycznym Srbadija.
3 sierpnia 1914 powróciła do kraju. Przebywała początkowo w Nowym Sadzie, a następnie wyjechała do Beški, aby pożegnać się z bratem Milanem, który otrzymał przydział mobilizacyjny. 10 września 1914 aresztowana przez władze austro-węgierskie, skazana na karę śmierci przez sąd wojenny i rozstrzelana wraz z pięcioma innymi mieszkańcami wsi.

## Twórczość
Dorobek twórczy malarki obejmuje ponad 100 prac - pejzaże, akty, martwe natury i sceny rodzajowe z życia chłopstwa. Obrazy Jovanović znajdują się w zbiorach Maticy Srpskiej, w Kolekcji Pavle Beljanskiego w Nowym Sadzie, a także w Muzeum Narodowym w Belgradzie. W 1986 po raz pierwszy wystawę trzydziestu jej prac zorganizowała Matica Srpska w Nowym Sadzie. W 2014, w stulecie śmierci artystki otwarto w Belgradzie wystawę jej prac.

## Wybrane prace

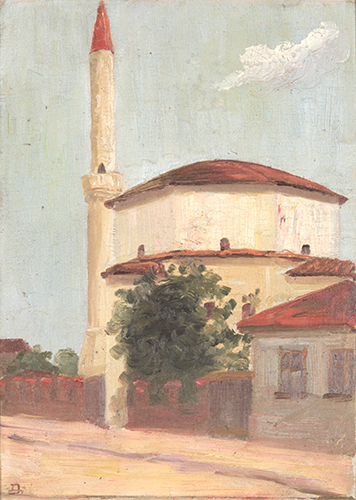
Meczet w Belgradzie
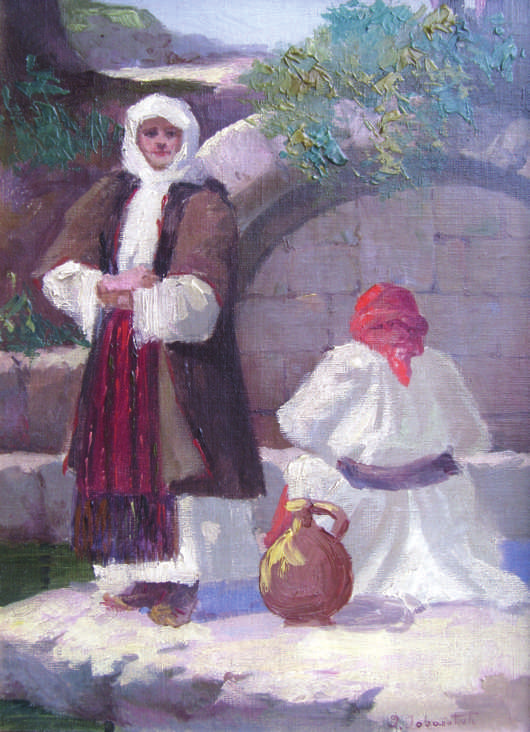
Dwie kobiety wiejskie przy źródle